# Wilhelm von Roeder
Philipp Viktor August Wilhelm von Roeder (* 3. November 1907 in Straßburg; † 11. Juni 1972 in Kassel) war ein deutscher Offizier, zuletzt Brigadegeneral des Heeres der Bundeswehr.

## Leben

### Herkunft
Wilhelm von Roeder stammte aus dem evangelischen schlesischen Briefadelsgeschlecht von Roeder, das 1761 erstmals in Preußen als von Roeder erscheint. Sein Vater war der General der Infanterie Dietrich von Roeder (1861–1945), der in Dresden 1906 Ernestine Sofie Klara von Polenz (* 1879) geheiratet hatte. Der spätere Landrat Heinrich von Roeder war sein jüngerer Bruder. Am 3. Januar 1934 heiratete Wilhelm von Roeder in Burgdorf Elisabeth Ada Maria Freiin von Löhneysen (* 1910), Tochter des Landrates Rudolf von Löhneysen. Das Paar hatte fünf Kinder.

### Werdegang
Nach dem Ersten Weltkrieg kam von Roeder in die Reichswehr und war 1930/31 als Leutnant (Beförderung am 1. April 1930) in der 3. Eskadron (Stendal) des 3. Reiter-Regiments.
In der Wehrmacht diente von Roeder u. a. als Major vom 5. Januar 1941 bis 10. Mai 1943 als Erster Generalstabsoffizier (Ia) in der 291. Infanterie-Division. Von Mai bis August 1945 war er in US-amerikanischer Kriegsgefangenschaft.
Nach dem Krieg war er Maurer-Umschüler, Techniker, wurde nach dem Besuch der Staatsbauschule Kassel Ingenieur für Hochbau, war Bauführer und Bauleiter. Von Juni 1952 bis Juni 1956 war er Referent im Amt Blank.
Von Roeder trat am 7. Juni 1956 als Oberst in die Bundeswehr ein und war von Juni 1956 bis März 1958 Kommandeur der Panzeraufklärungsschule in Bremen-Grohn. Vom 1. April 1958 bis 31. Mai 1961 war von Roeder als Brigadegeneral erster Kommandeur der Panzerlehrbrigade 9. Anschließend war er bis 31. März 1965 Abteilungsleiter im NATO-Hauptquartier AFCENT in Fontainebleau. Mit Ablauf des März 1965 wurde er in den Ruhestand versetzt.

## Auszeichnungen
- Deutsches Kreuz in Gold (1942)
- Großes Verdienstkreuz des Verdienstordens der Bundesrepublik Deutschland (1965)